# ميغان رابينو

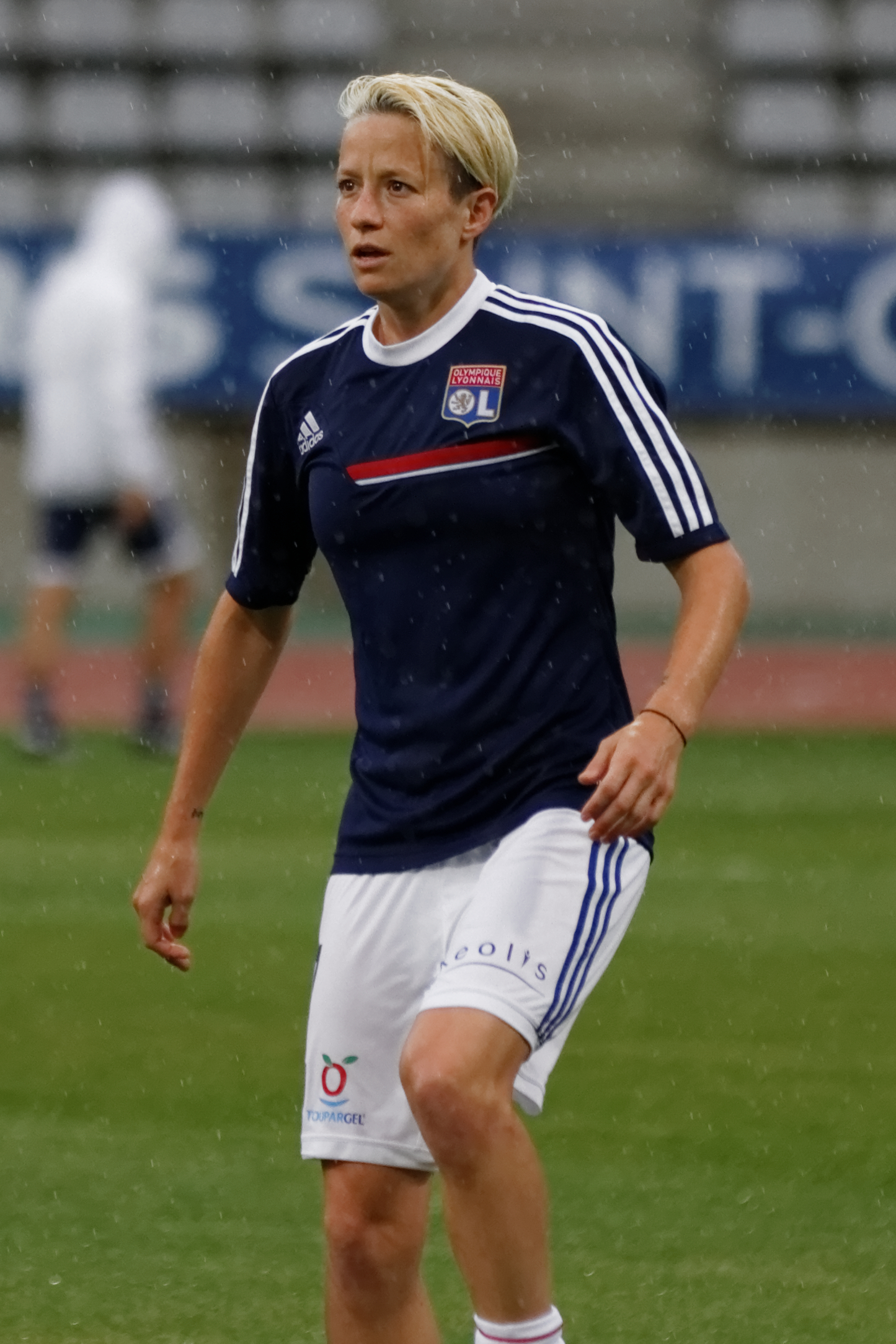
رابينو مع أولمبيك ليون.

ميغان رابينو (بالإنجليزية: Megan Rapinoe)‏ (5 يوليو 1985- ) لاعبة كرة قدم أمريكية تلعب حاليًا مع نادي سياتل رين الأمريكي كلاعبة وسط أو جناج. فازت مع المنتخب الأمريكي بلقب بطولة كأس العالم للسيدات 2015. والميدالية الذهبية في الألعاب الأولمبية الصيفية 2012 كما ساهمات في تحقيق المنتخب لوصافة بطولة كأس العالم للسيدات 2011. قادت ميغان المنتخب الأمريكي للتتويج بكأس العالم للسيدات عام 2019 في فرنسا، وحازت جائزة أفضل لاعبة، وجائزة هدافة البطولة. عرفت ميغان بمعارضتها لسياسات الرئيس الأمريكي دونالد ترامب، وهي تعلن عن رفضها للعنف والعنصرية من قبل الشرطة الأمريكية عبر الركوع خلال النشيد الوطني الأمريكي، أو وضع يديها خلف ظهرها خلال عزفه. وأعلنت صراحة رفضها الذهاب للبيت الأبيض.
انتقد المهاجم الأمريكي لكرة القدم اتحاد كرة القدم خلال مؤتمر صحفي قائلاً إنه لا يحترم اللاعبات بقدر ما يحترم الرجال وتقديم الفيفا جوائز مالية للنساء أقل من الرجال، بقدراً كبير جداً حيث وصلت مجموع جائزة كأس العالم 2018 للرجال 400 مليون دولار. فيما وصلت إجمالي المكافآت للسيدات هذا العام إلى 30 مليون دولار، على الرغم من أن رئيس الفيفا جياني إينفانتينو صرح للصحفيين بأن المنظمة ستضاعف الجائزة إلى 60 مليون دولار لكأس العالم للسيدات المقبل في عام 2023.

## روابط خارجية
- ميغان رابينو على موقع IMDb (الإنجليزية)
- ميغان رابينو على موقع قاعدة بيانات الفيلم (الإنجليزية)
- ميغان رابينو على موقع الاتحاد الدولي (مؤرشف)  (الإنجليزية)
- ميغان رابينو على موقع الاتحاد الأوربي (الإنجليزية)
- ميغان رابينو على موقع إي إس بي إن إف سي (الإنجليزية)
- ميغان رابينو على موقع قاعدة بيانات كرة القدم.إي يو (الإنجليزية)
- ميغان رابينو على موقع ليكيب (الفرنسية)
- ميغان رابينو على موقع Soccerway.com (الإنجليزية)
- ميغان رابينو على موقع كووورة
- ميغان رابينو على موقع اللجنة الأولمبية الدولية (الإنجليزية)
- ميغان رابينو على موقع أوليمبيديا (الإنجليزية)
- ميغان رابينو على موقع اللجنة الأولمبية والبارالمبية الأمريكية (الإنجليزية)